# イナズマイレブン キャラクターソングオリジナルアルバム
『イナズマイレブン キャラクターソングオリジナルアルバム』は、2011年4月6日にFRAMEから発売されたアルバム。

## 概要
このアルバムはテレビアニメ『イナズマイレブン』の登場人物のキャラクターソングを集めたもので、円堂守（竹内順子）、豪炎寺修也（野島裕史）、鬼道有人（吉野裕行）、風丸一郎太（西墻由香）、吹雪士郎（宮野真守）、壁山塀吾郎（田野めぐみ）、染岡竜吾（加瀬康之）、飛鷹征矢（峯暢也）、不動明王（梶裕貴）、綱海条介（阪口周平）、基山ヒロト（水島大宙）、フィディオ・アルデナ（下野紘）、マーク・クルーガー（中村悠一）、テレス・トルーエ、（間島淳司）、エドガー・バルチナス（杉田智和）が参加している。

## 収録曲
1. 雷門中学校 校歌 [2:39][1]
作詞：冨岡淳広、作曲：光田康典、編曲：亀岡夏海
歌：円堂守（竹内順子）・壁山塀吾郎（田野めぐみ）&雷門中学校合唱部
2. 守ってみせる！ [3:25][1]
作詞：こだまさおり、作曲・編曲：菊谷知樹
歌： 円堂守（竹内順子）
3. 瞳の中の勝利 [3:31][1]
作詞：こだまさおり、作曲・編曲：西岡和哉
歌：鬼道有人（吉野裕行）
4. 炎の理由 [4:49][1]
作詞：こだまさおり、作曲・編曲：河合英嗣
歌：豪炎寺修也（野島裕史）
5. Bad Boys Brother's Blues 〜海と漢と侠とモヒカン〜 [4:28][1]
作詞：樋口達人、作曲・編曲：稲妻育英会
歌：染岡竜吾（加瀬康之）、飛鷹征矢（峯暢也）、不動明王（梶裕貴）、綱海条介（阪口周平）
6. 舞いあがれ！ [3:41][1]
作詞：こだまさおり、作曲・編曲：西岡和哉
歌：風丸一郎太（西墻由香）
7. スターライン [4:20][1]
作詞：こだまさおり、作曲：旭純、編曲：西岡和哉
歌：基山ヒロト（水島大宙）
8. 栄光へのエール！ [4:46][1]
作詞：こだまさおり、作曲：林田健司、編曲：菊谷知樹
歌：フィディオ・アルデナ（下野紘）、マーク・クルーガー（中村悠一）、テレス・トルーエ、（間島淳司）、エドガー・バルチナス（杉田智和）
9. アイスロード [4:16][1]
作詞：こだまさおり、作曲：Gajin、編曲：河合英嗣
歌：吹雪士郎（宮野真守）
10. 最強で最高 [4:17][1]
作詞・作曲：山崎徹／KMC、編曲：菊谷知樹
歌：イナズマオールスターズ［円堂守（竹内順子）、豪炎寺修也（野島裕史）、鬼道有人（吉野裕行）、風丸一郎太（西墻由香）、吹雪士郎（宮野真守）］
T-Pistonz+KMCの同名の楽曲のカバー。
11. またね…のキセツ [4:47][1]
作詞・作曲：山崎徹／KMC、編曲：鈴木俊介
歌：イナズマオールスターズ［円堂守（竹内順子）、豪炎寺修也（野島裕史）、鬼道有人（吉野裕行）、風丸一郎太（西墻由香）、吹雪士郎（宮野真守）］
テレビアニメ『イナズマイレブン』エンディングテーマ（第113話 - 第127話）

## 発売記念トークショー
アルバム発売を記念して、2011年6月4日にアニメイト横浜店でアルバム出演声優のうち、竹内順子（円堂守 役）、吉野裕行（鬼道有人 役）、水島大宙（基山ヒロト 役）の3名によるトークショーが開催された。

## カバー
雷門中学校 校歌
- 松風天馬（寺崎裕香）、西園信助（戸松遥）、狩屋マサキ（泰勇気）、影山輝（藤村歩）、空野葵（北原沙弥香）- 『イナズマイレブンGO キャラクターソング オリジナルアルバム』に収録